# Mixomelia cidarioides
Mixomelia cidarioides är en fjärilsart som beskrevs av George Francis Hampson 1891. Mixomelia cidarioides ingår i släktet Mixomelia och familjen nattflyn. Inga underarter finns listade i Catalogue of Life.